# Johann von Andrássy

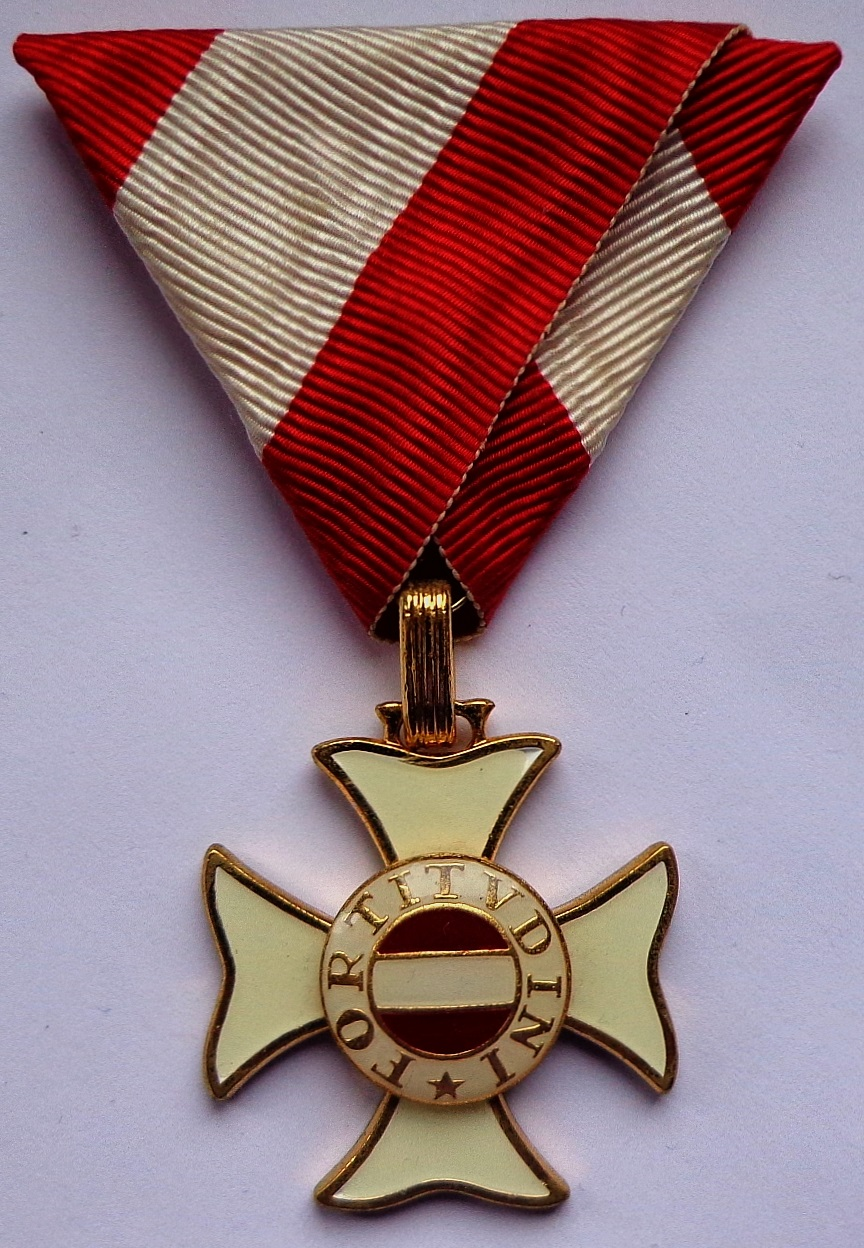
Ritterkreuz des Militär-Maria-Theresien-Ordens

Johann von Andrássy (* 1750 in Székesfehérvár; † 15. Dezember 1817 ebenda) war ein ungarischer Militär.

## Leben
Im Alter von 18 Jahren trat Johann von Andrássy in das K.u.k. Husaren-Regiment „Graf Nádasdy“ Nr. 9 ein. 1771 kam er als Unterleutnant in das Husarenregiment Esterhazy Nummer 3, wo er in sieben Jahren zum Oberleutnant und 1783 schließlich zum Rittmeister aufstieg. So führte er am 4. Oktober 1793 den Angriff bei Colichy, bei dem 30 Männer verletzt sowie zwei Dragoner gefangen genommen und fünf Pferde entführt wurden. Ferner zeichnete sich von Andrássy am 20. Oktober bei Aniche und am 29. November bei Auberchicourt aus, ferner am 26. Juni 1794 bei Orchies. Seit Mai 1797 fungierte er als Major, zwei Jahre später wurde er zum Oberstleutnant befördert. Insbesondere zeichnete er sich bei Breisach am 27. April 1800 aus. Bei Friedberg kommandierte er am 20. Juni die Vorposten, womit er 46 Husare, einen Kommandanten, zwei Offiziere und 20 weitere Leute gefangen nahm. Ferner sorgte er dafür, dass die Armee am 4. Dezember von Haag sich mit geringen Verlusten zurückziehen konnte. In Anerkennung dieser Taten wurde er 1801 Oberst und Regimentskommandeur des K.u.k. Husaren-Regiment „Graf von Hadik“ Nr. 3. Noch zum Generalmajor befördert, musste er 1803 wegen seiner im Krieg erlittenen Verwundungen in den Ruhestand treten. Er erhielt den Militär-Maria-Theresia-Orden und verstarb am 15. Dezember 1817 in seiner Heimatstadt Székesfehérvár.